# Per Atlanta sempre dritto
Per Atlanta sempre dritto è stato un programma televisivo italiano di genere varietà, andato in onda su Rai 1 nella primavera del 1996, ogni domenica sera nella fascia dell'access prime time. La conduzione era affidata a Fabio Fazio e Natalia Estrada.

## Il programma
Venne trasmesso in 10 puntate, comprese fra il 31 marzo e il 2 giugno 1996. Andava in onda per circa 8 minuti, la domenica sera, nello spazio immediatamente successivo al TG1 delle ore 20. 
Il mini-varietà consisteva in un singolare concorso per "portatori di fiaccola" varato dalla Coca Cola in vista dei Giochi della XXVI Olimpiade, in programma ad Atlanta nel luglio successivo. In ogni puntata erano in competizione le persone che aspiravano e portare la torcia olimpica: ai vincitori veniva poi consentito di trasportarla per un chilometro.